# Ингрэм, Харрисон
Харрисон Ингрэм (англ. Harrison Ingram; род. 27 ноября 2002, Даллас) — американский профессиональный баскетболист клуба НБА «Сан-Антонио Спёрс».

## Профессиональная карьера

### Сан-Антонио Спёрс / Остин Спёрс (2024–настоящее время)
27 июня 2024 года Ингрэм был выбран под 48-м номером командой «Сан-Антонио Спёрс» на драфте НБА 2024 года, а 29 июля он подписал с ними двусторонний контракт.
Ингрэм дебютировал в НБА 6 ноября 2024 года. В своем дебютном матче Ингрэм заменил на Сандро Мамукелашвили менее чем за семь минут до конца 4-й четверти, сделал один подбор и не набрал никаких других показателей, «Спёрс» проиграли «Хьюстон Рокетс» со счётом 100–127.

## Карьера в национальной сборной
Ингрэм представлял США на чемпионате мира среди игроков до 19 лет 2021 года в Латвии. Он набирал в среднем 4,6 очка и 4,1 подбора за игру и помог своей команде завоевать золотую медаль.

## Статистика

### Статистика в НБА
| Сезон                                                                                    | Команда     | Регулярный сезон | Регулярный сезон | Регулярный сезон | Регулярный сезон | Регулярный сезон | Регулярный сезон | Регулярный сезон | Регулярный сезон | Регулярный сезон | Регулярный сезон | Регулярный сезон | Серия плей-офф | Серия плей-офф | Серия плей-офф | Серия плей-офф | Серия плей-офф | Серия плей-офф | Серия плей-офф | Серия плей-офф | Серия плей-офф | Серия плей-офф | Серия плей-офф |
| Сезон                                                                                    | Команда     | GP               | GS               | MPG              | FG%              | 3P%              | FT%              | RPG              | APG              | SPG              | BPG              | PPG              | GP             | GS             | MPG            | FG%            | 3P%            | FT%            | RPG            | APG            | SPG            | BPG            | PPG            |
| ---------------------------------------------------------------------------------------- | ----------- | ---------------- | ---------------- | ---------------- | ---------------- | ---------------- | ---------------- | ---------------- | ---------------- | ---------------- | ---------------- | ---------------- | -------------- | -------------- | -------------- | -------------- | -------------- | -------------- | -------------- | -------------- | -------------- | -------------- | -------------- |
| 2024/25                                                                                  | Сан-Антонио | 5                | 0                | 7,0              | 50,0             | 0,0              | -                | 1,8              | 0,6              | 0,6              | 0,0              | 0,8              | Не участвовал  | Не участвовал  | Не участвовал  | Не участвовал  | Не участвовал  | Не участвовал  | Не участвовал  | Не участвовал  | Не участвовал  | Не участвовал  | Не участвовал  |
|                                                                                          | Всего       | 5                | 0                | 7,0              | 50,0             | 0,0              | -                | 1,8              | 0,6              | 0,6              | 0,0              | 0,8              | Не участвовал  | Не участвовал  | Не участвовал  | Не участвовал  | Не участвовал  | Не участвовал  | Не участвовал  | Не участвовал  | Не участвовал  | Не участвовал  | Не участвовал  |
| Наведите курсор мыши на аббревиатуры в заголовке таблицы, чтобы прочесть их расшифровку. |             |                  |                  |                  |                  |                  |                  |                  |                  |                  |                  |                  |                |                |                |                |                |                |                |                |                |                |                |

### Статистика в Джи-Лиге
| Сезон                                                                                    | Команда     | Регулярный сезон | Регулярный сезон | Регулярный сезон | Регулярный сезон | Регулярный сезон | Регулярный сезон | Регулярный сезон | Регулярный сезон | Регулярный сезон | Регулярный сезон | Регулярный сезон | Серия плей-офф | Серия плей-офф | Серия плей-офф | Серия плей-офф | Серия плей-офф | Серия плей-офф | Серия плей-офф | Серия плей-офф | Серия плей-офф | Серия плей-офф | Серия плей-офф |
| Сезон                                                                                    | Команда     | GP               | GS               | MPG              | FG%              | 3P%              | FT%              | RPG              | APG              | SPG              | BPG              | PPG              | GP             | GS             | MPG            | FG%            | 3P%            | FT%            | RPG            | APG            | SPG            | BPG            | PPG            |
| ---------------------------------------------------------------------------------------- | ----------- | ---------------- | ---------------- | ---------------- | ---------------- | ---------------- | ---------------- | ---------------- | ---------------- | ---------------- | ---------------- | ---------------- | -------------- | -------------- | -------------- | -------------- | -------------- | -------------- | -------------- | -------------- | -------------- | -------------- | -------------- |
| 2024/25                                                                                  | Остин Спёрс | 48               | 47               | 32,6             | 40,5             | 28,8             | 58,1             | 8,9              | 3,8              | 1,4              | 0,6              | 12,2             | 2              | 2              | 37,8           | 45,5           | 25,0           | 66,7           | 13,0           | 3,0            | 1,5            | 0,5            | 13,0           |
|                                                                                          | Всего       | 48               | 47               | 32,6             | 40,5             | 28,8             | 58,1             | 8,9              | 3,8              | 1,4              | 0,6              | 12,2             | 2              | 2              | 37,8           | 45,5           | 25,0           | 66,7           | 13,0           | 3,0            | 1,5            | 0,5            | 13,0           |
| Наведите курсор мыши на аббревиатуры в заголовке таблицы, чтобы прочесть их расшифровку. |             |                  |                  |                  |                  |                  |                  |                  |                  |                  |                  |                  |                |                |                |                |                |                |                |                |                |                |                |

### Статистика в NCAA
| Сезон | Команда           | Conf              | Class             | GP  | GS | MPG  | FG%  | 3P%  | FT%  | RPG | APG | SPG | BPG | PPG  |
| --- | ----------------- | ----------------- | ----------------- | --- | -- | ---- | ---- | ---- | ---- | --- | --- | --- | --- | ---- |
| 2021/22 | Стэнфорд          | Pac-12            | FR                | 32  | 30 | 31,1 | 38,8 | 31,3 | 66,3 | 6,7 | 3,0 | 0,9 | 0,3 | 10,5 |
| 2022/23 | Стэнфорд          | Pac-12            | SO                | 33  | 32 | 27,9 | 40,8 | 31,9 | 59,8 | 5,8 | 3,7 | 0,8 | 0,5 | 10,5 |
| 2023/24 | Северная Каролина | ACC               | SO                | 37  | 36 | 32,8 | 43,0 | 38,5 | 61,2 | 8,8 | 2,2 | 1,4 | 0,4 | 12,2 |
| Всего | Всего             | Всего             | Всего             | 102 | 98 | 30,7 | 41,0 | 34,5 | 62,4 | 7,2 | 2,9 | 1,0 | 0,4 | 11,1 |
| Стэнфорд | Стэнфорд          | Стэнфорд          | Стэнфорд          | 65  | 62 | 29,5 | 39,8 | 31,6 | 62,9 | 6,2 | 3,4 | 0,8 | 0,4 | 10,5 |
| Северная Каролина | Северная Каролина | Северная Каролина | Северная Каролина | 37  | 36 | 32,8 | 43,0 | 38,5 | 61,2 | 8,8 | 2,2 | 1,4 | 0,4 | 12,2 |
| Наведите курсор мыши на аббревиатуры в заголовке таблицы, чтобы прочесть их расшифровку Статистика приведена с сайта sports-reference.com |                   |                   |                   |     |    |      |      |      |      |     |     |     |     |      |